# 塞梅尼夫卡 (沃茲涅先斯克區)
47°37′18″N 32°6′9″E / 47.62167°N 32.10250°E

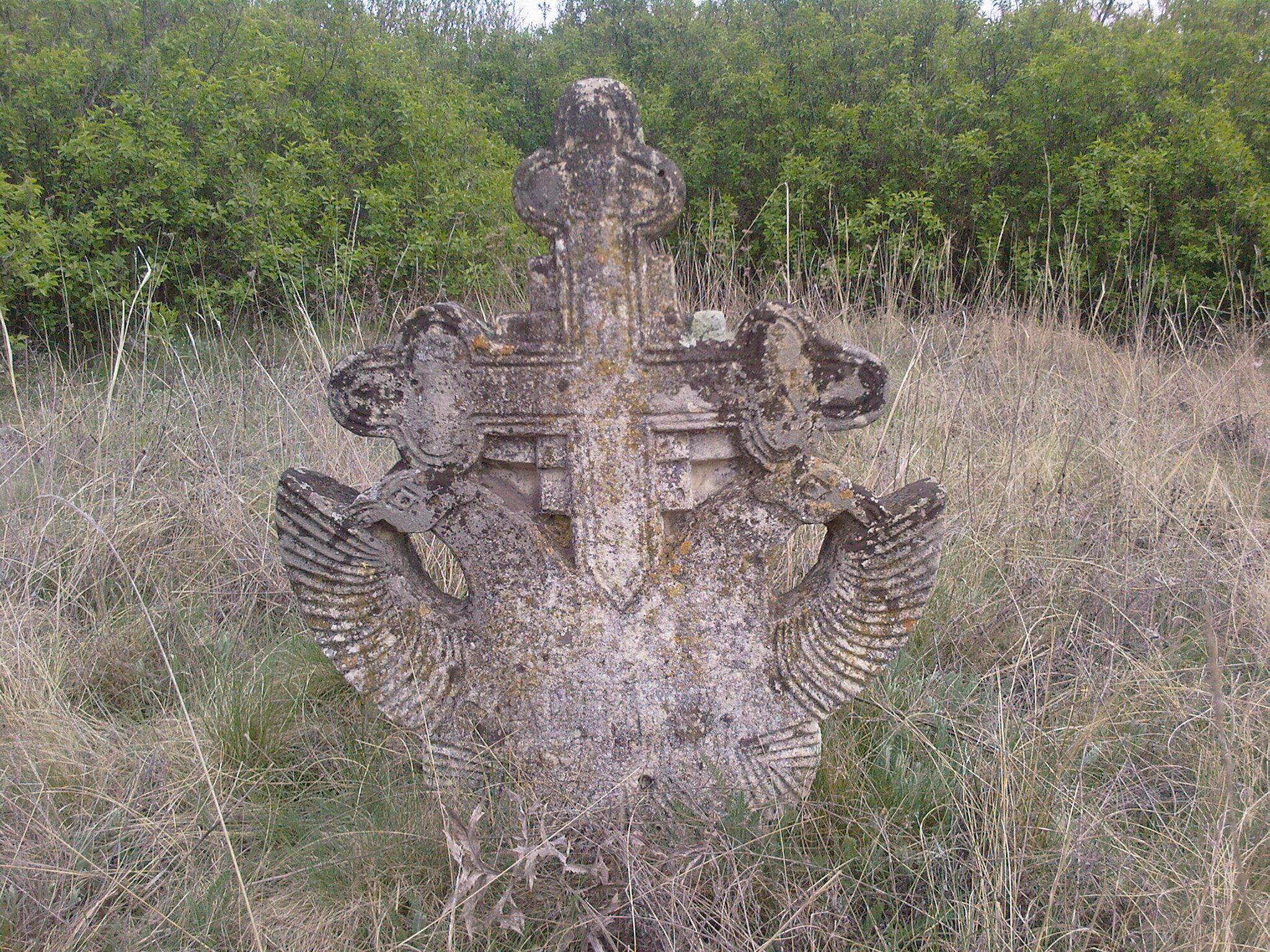
塞梅尼夫卡旁的老墓園

塞梅尼夫卡（烏克蘭語：Семенівка）是烏克蘭南部尼古拉耶夫州沃兹涅先斯克区葉拉涅茨市鎮的村落。始建於1798年，面積0.57平方公里，海拔高度60米，2001年人口151，人口密度每平方公里266.3人。